# Jorge Osmar Acuña
Jorge Osmar Acuña (La Paz, Entre Ríos, 17 de junio de 1963) es un exfutbolista argentino que jugaba como volante.

## Trayectoria

### Racing
Acuña debutó en Racing en el año 1983. Al momento de su debut, la institución atravesaba un momento complicado, llegando al punto de descender en 1983. En 1985 logró el ascenso a primera, al vencer a Atlanta, en la final por el segundo ascenso. En 1988 se coronó campeón de la Supercopa Sudamericana al derrotar a Cruzeiro en la final y cortó una racha de 21 años sin títulos internacionales para el club. Jugó en la academia hasta 1990.

### Vélez
En 1990 pasó a Vélez. En el fortín disputó la temporada 1990/91.

### Ferro
Para la temporada 1991/92 llegó a Ferro.

### Belgrano
En 1992 viajó a Córdoba, para sumarse a Belgrano. En el pirata jugó hasta finales de 1993 y llegó a disputar 50 partidos.

### Mandiyú
A inicios de 1994 llegó a Mandiyú, donde tuvo un breve paso.

### Platense
A mitad de 1994 se sumó a Platense. Con la camiseta del calamar jugó la temporada 1994/95.

### Atlético Tucumán
Para la temporada 1995/96 se mudó a San Miguel de Tucumán, para sumarse a Atlético Tucumán. En el decano tuvo una de sus etapas más goleadoras.

### Arsenal
A la siguiente temporada arribó a Arsenal. En el equipo de Sarandí se retiró del fútbol.

## Clubes
| Club             | País      |
| ---------------- | --------- |
| Racing           | Argentina |
| Vélez            | Argentina |
| Ferro            | Argentina |
| Belgrano         | Argentina |
| Mandiyú          | Argentina |
| Platense         | Argentina |
| Atlético Tucumán | Argentina |
| Arsenal          | Argentina |

## Palmarés
| Título                 | Equipo | País      | Año  |
| ---------------------- | ------ | --------- | ---- |
| Supercopa Sudamericana | Racing | Argentina | 1988 |